# Zodion painteri
Zodion painteri är en tvåvingeart som beskrevs av Camras 1979. Zodion painteri ingår i släktet Zodion och familjen stekelflugor. Inga underarter finns listade i Catalogue of Life.